# Condado de Muskogee
El condado de Muskogee (en inglés: Muskogee County), fundado en 1907, es un condado del estado estadounidense de Oklahoma. En el año 2000 tenía una población de 69.451 habitantes con una densidad de población de 33 personas por km². La sede del condado es Muskogee.

## Geografía
Según la oficina del censo el condado tiene una superficie total de 2173 km² (839 mi²), de los que 2108 km² (813,9 mi²) son tierra y 65 km² (25,1 mi²) (3%) son agua.

## Condados adyacentes
- Condado de Wagoner - norte
- Condado de Cherokee - noreste
- Condado de Sequoyah - este
- Condado de Haskell - sureste
- Condado de McIntosh - suroeste
- Condado de Okmulgee - oeste
- Condado de Tulsa - noroeste

### Principales carreteras y autopistas
| - Interestatal 40 - U.S. Autopista 62 - U.S. Autopista 64 - U.S. Autopista 69 | - Autopista estatal 2 - Autopista estatal 10 - Autopista estatal 16 - Autopista estatal 72 - Autopista de peaje: Muskogee Turnpike |

### Espacios protegidos
En este condado se encuentra parte del refugio para la vida salvaje de Sequoyah (Sequoyah National Wildlife Refuge) que preserva varios hábitats relacionados con los ásares.

## Demografía
Según el censo del 2000 la renta per cápita media de los habitantes del condado era de 28.438 dólares y el ingreso medio de una familia era de 34.793 dólares. En el año 2000 los hombres tenían unos ingresos anuales 28.670 dólares frente a los 20.457 dólares que percibían las mujeres. El ingreso por habitante era de 14.828 dólares y alrededor de un 17,90% de la población estaba bajo el umbral de pobreza nacional.

## Ciudades y pueblos
- Boynton
- Braggs
- Council Hill
- Fort Gibson
- Haskell
- Muskogee
- Oktaha
- Porum
- River Bottom
- Sand Hills
- Simms
- Sour John
- Summit
- Taft
- Wainwright
- Warner
- Webbers Falls